# Lepidochitona corteziana
Lepidochitona corteziana är en blötdjursart som beskrevs av Clark 2000. Lepidochitona corteziana ingår i släktet Lepidochitona och familjen Ischnochitonidae. Inga underarter finns listade i Catalogue of Life.